# Айвансарай
„Айвансарай“ (на турски: Ayvansaray) е квартал на Истанбул, разположен в градска околия Фатих. Общата му площ е 0,62 км2. Според данни на Адресната система за регистриране на населението (ABPRS) към 2024 г. населението на „Айвансарай“ е 15 200 жители.